# Спас Джеджев
Спас Джеджев Атанасов е български офицер, генерал-майор.

## Биография
Роден е на 13 юли 1929 г. в ямболското село Болярско. Влиза в българската армия от 1949 г. Учи в Народното военно училище „Васил Левски“ в София, а след това и във Военната академия „Г.С.Раковски“. По-късно завършва Военнополитическата академия „Ленин“ в Москва и Академията за обществени науки и социално управление (АОНСУ) в София и Москва. От 1975 г. е инструктор в отдел „Военен“ при ЦК на БКП. Бил е заместник-командир на Войските на Министерството на транспорта през 80-те години и началник на политическия отдел на войските. Освободен от кадрова военна служба през 1992 г. Умира на 16 март 2022 г. в София. Награждаван е с орден „9 септември 1944“ – I ст. с мечове (1979), орден „Народна република България“ – I ст. (1989)